# Golfpokal 1976
Die vierte Ausgabe des Golfpokals fand vom 26. März bis zum 15. April 1976 in der katarischen Hauptstadt Doha statt. Alle Spiele wurden im Khalifa Olympic Stadium ausgetragen. Es siegte der Titelverteidiger Kuwait.

## Teilnehmer
- Katar
- Kuwait
- Bahrain
- Irak
- Oman
- Saudi-Arabien
- Vereinigte Arabische Emirate

## Modus
Die sieben Mannschaften traten alle gegeneinander an, die Mannschaft mit den meisten Punkten gewann das Turnier, sollte nach sechs Spieltagen zwischen zwei Mannschaften Punktgleichheit herrschen, musste ein Entscheidungsspiel den Sieger feststellen (direkter Vergleich und Tordifferenz galten nicht).

## Spiele

### Erster Spieltag
| 25. März 1976 |   |               |     |                                                       | |
| Katar         | - | Saudi-Arabien | 1:0 | Schiedsrichter: Subhi Adeeb ( Irak)                   | 1:0 Salman Al-Mas (20.) |
| 25. März 1976 |   |               |     |                                                       | |
| Irak          | - | Oman          | 4:0 | Schiedsrichter: Abdul-Raham Al-Daham ( Saudi-Arabien) | 1:0 Falah Hassan (33.), 2:0 Ali Kadhim (68.), 3:0 Hassani Alwan (69.), 4:0 Ali Kadhim (80.)                                               |
| 25. März 1976 |   |               |     |                                                       | |
| Bahrain       | - | VAE           | 3:2 | Schiedsrichter: Abdul-Rahman Al-Baqar ( Kuwait)       | 1:0 Mohammed Bahralam (49.), 2:0 Mohammed Bahralam (68.), 2:1 Jassim Abdullah (77.), 3:1 Jassim Al-Dawudi (80.), 3:2 Salim Boushlim (88.) |

### Zweiter Spieltag
| 27. März 1976 |   |         |     |                                                  | |
| Kuwait        | - | Katar   | 4:0 | Schiedsrichter: Subhi Adeeb ( Irak)              | 1:0 Jassim Yaqoub (26.), 2:0 Faisal ad-Dachil (36.), 3:0 Abdul-Aziz Al-Anbari (46.), 4:0 Jassim Yaqoub (63.)              |
| 27. März 1976 |   |         |     |                                                  | |
| Saudi-Arabien | - | V.A.E   | 2:0 | Schiedsrichter: Abdul-Ghafur Al-Hilwi ( Bahrain) | 1:0 Hamid Subhi (22.), 2:0 Mohammed Al-Mughnam (55.)                                                                      |
| 27. März 1976 |   |         |     |                                                  | |
| Irak          | - | Bahrain | 4:1 | Schiedsrichter: Abdul-Rahman Al-Baqar ( Kuwait)  | 1:0 Kadhim Waal (11.), 2:0 Falah Hassan (23.), 2:1 Ibrahim Zuwid (39.), 3:1 Sabah Abdul-Jalil (50.), 4:1 Ali Kadhim (65.) |

### Dritter Spieltag
| 29. März 1976 |   |               |     |                                                 | |
| Kuwait        | - | Oman          | 8:0 | Schiedsrichter: Talib Balan ( Katar)            | 1:0 Faisal ad-Dachil (16.), 2:0 Hussein Mohammed (17.), 3:0 Jassim Yaqoub (22.), 4:0 Jassim Yaqoub (33.), 5:0 Jassim Yaqoub (49.), 6:0 Jassim Yaqoub (59.), 7:0 Faisal ad-Dachil (74.), 8:0 Farouq Ibrahim (87.) |
| 29. März 1976 |   |               |     |                                                 | |
| Irak          | - | Saudi-Arabien | 7:1 | Schiedsrichter: Hédi Saoudi ( Tunesien)         | 1:0 Kadhim Waal (3.), 2:0 Sabah Abdul-Jalil (6.), 3:0 Falah Hassan (25.), 4:0 Ali Kadhim (45.), 5:0 Ali Kadhim (60.), 6:0 Ali Kadhim (68., Elfmeter), 6:1 Ali Kadhim (82.), 7:1 Ahmed Subhi (89.)                |
| 29. März 1976 |   |               |     |                                                 | |
| Katar         | - | VAE           | 3:1 | Schiedsrichter: Abdul-Rahman Al-Baqar ( Kuwait) | 1:0 Mansour Muftah (1.), 2:0 Saif Al-Hajari (2.), 3:0 Salman Al-Mas (29.), 3:1 Rajib Abdul-Rahman (59.) |

### Vierter Spieltag
| 1. April 1976 |   |       |     |                                         |                               |
| Bahrain       | - | Oman  | 1:0 | Schiedsrichter: Subhi Adeeb ( Irak)     | 1:0 Mohammed Al-Bahralm (60.) |
| 1. April 1976 |   |       |     |                                         |                               |
| Irak          | - | Katar | 0:0 | Schiedsrichter: Hédi Saoudi ( Tunesien) | -                             |
| 1. April 1976 |   |       |     |                                         |                               |
| Kuwait        | - | VAE   | 0:0 | Schiedsrichter: Mubarak Walid ( Katar)  | -                             |

### Fünfter Spieltag
| 3. April 1976 |   |         |     |                                               | |
| Katar         | - | Oman    | 4:1 | Schiedsrichter: Subhi Adeeb ( Irak)           | 1:0 Mansour Muftah (2.), 2:0 Salman Al-Mas (3.), 2:1 Hamad Harb, 3:1 Ahmed Omar Fastaq (49.), 4:1 ?                                                                                        |
| 3. April 1976 |   |         |     |                                               | |
| Kuwait        | - | Bahrain | 5:2 | Schiedsrichter: Hédi Saoudi ( Tunesien)       | 1:0 Jassim Yaqoub (9.), 2:0 Abdul-Aziz Al-Anbari (15.), 2:1 Johar Al-Mas (40.) 2:2 Johar Al-Mas (42.), 3:2 Abdul-Aziz Al-Anbari (43.), 4:2 Saud Bohammed (68.), 5:2 Faisal ad-Dachil (90.) |
| 3. April 1976 |   |         |     |                                               | |
| Irak          | - | V.A.E   | 4:0 | Schiedsrichter: Abdul-Kadir Oweis ( Algerien) | 1:0 Ali Hussein Mahmoud (11.), 2:0 Ali Kadhim (34., Elfmeter), 3:0 Sabah Abdul-Jalil, 4:0 Mejbil Fartous (44.)                                                                             |

### Sechster Spieltag
| 5. April 1976 |   |               |     |                                               | |
| Bahrain       | - | Saudi-Arabien | 2:1 | Schiedsrichter: Sabahaddin Ladokli ( Türkei)  | 0:1 Sultan Bin Nassib (11.), 1:1 Sultan Bashir (51.), 2:1 Mohammed Bahralam (80.)                      |
| 5. April 1976 |   |               |     |                                               | |
| Irak          | - | Kuwait        | 2:2 | Schiedsrichter: Abdul-Kadir Oweis ( Algerien) | 1:0 Sabah Abdul-Jalil (46.), 2:0 Ali Kadhim (49.), 2:1 Jassim Yaqoub (55.), 2:2 Faisal ad-Dachil (56.) |
| 5. April 1976 |   |               |     |                                               | |
| Katar         | - | Bahrain       | 3:0 | Schiedsrichter: Subhi Adeeb ( Irak)           | 1:0 Mansour Muftah (56.), 2:0 Mansour Muftah (57.) 3:0 Ahmed Omar Fastaq (90.)                         |

### Siebter Spieltag
| 7. April 1976 |   |               |     |                                                              | |
| VAE           | - | Oman          | 1:1 | Schiedsrichter: Mubarak Walid ( Katar)                       | 1:0 Awoth Mubarak (6.), 1:1 Muslim Al-Hilwi (23.)                                                           |
| 7. April 1976 |   |               |     |                                                              | |
| Kuwait        | - | Saudi-Arabien | 3:1 | Schiedsrichter: Abdul-Kadir Oweis ( Algerien)                | 1:0 Faisal ad-Dachil (10.), 2:0 Faisal ad-Dachil (27.), 2:1 Khalid Suroor (46.), 3:1 Jassim Yaqoub (63.)    |
| 9. April 1979 |   |               |     |                                                              | |
| Saudi-Arabien | - | Oman          | 3:1 | Schiedsrichter: Abbas Hassan ( Vereinigte Arabische Emirate) | 1:0 Mohammed Al-Mughnam (3.), 1:1 Mohammed Al-Mughnam (5.), 2:1 Khalid Souror (19.), 3:1 Issa Khalifa (82.) |

## Abschlusstabelle
| Pl. | Land          | Sp. | S | U | N | Tore    | Diff. | Punkte |
| --- | ------------- | --- | - | - | - | ------- | ----- | ------ |
| 1.  | Kuwait        | 6   | 4 | 2 | 0 | 022:500 | +17   | 10     |
| 2.  | Irak          | 6   | 4 | 2 | 0 | 021:400 | +17   | 10     |
| 3.  | Katar         | 6   | 4 | 1 | 1 | 011:600 | +5    | 09     |
| 4.  | Bahrain       | 6   | 3 | 0 | 3 | 009:150 | −6    | 06     |
| 5.  | Saudi-Arabien | 6   | 2 | 0 | 4 | 008:140 | −6    | 04     |
| 6.  | VAE           | 6   | 0 | 2 | 4 | 004:130 | −9    | 02     |
| 7.  | Oman          | 6   | 0 | 1 | 5 | 003:210 | −18   | 01     |

## Entscheidungsspiel Kuwait – Irak 4:2 (3:1)
| Kuwait                                           | Kuwait | Irak | Irak |
| ------------------------------------------------ | --- | --- | ---- |
| Kuwait                                           | \| 11. April 1976 in Doha (Khalifa Olympic Stadium) \| \| Schiedsrichter: Hédi Saoudi ( Tunesien) \| | \| 11. April 1976 in Doha (Khalifa Olympic Stadium) \| \| Schiedsrichter: Hédi Saoudi ( Tunesien) \| | Irak |
| Kuwait                                           | Ahmed Al-Trabalsi, Ridha Maarfi, Ibrahim Dirhim , Mahboub Jumaa, Hussein Mohammed, Saad Al-Houti, Hamad Bohamad, Farouq Ibrahim, Faisal ad-Dachil, Jassim Yaqoub, Abdul-Aziz Al-Anbari Cheftrainer: Mário Zagallo ( Brasilien) | Raad Hammoudi, Mejbil Fartous , Hassan Farhan, Rahim Karim, Mohammed Tabra, Hadi Ahmed (Douglas Aziz), Hassani Alwan, Sabah Abdil-Jalil (Ali Hussein Mahmoud), Ahmed Subhi, Falah Hassan, Ali Kadhim Cheftrainer: Danny McLennan ( Schottland) | Irak |
| Kuwait                                           | 1:0 Abdul-Aziz Al-Anbari (8.) 2:1 Abdul-Aziz Al-Anbari (25.) 3:1 Jassim Yaqoub (31.) 4:2 Abdul-Aziz Al-Anbari (90.) | 1:1 Ahmed Subhi (9.) 3:2 Ahmed Subhi (50.) | Irak |
| 11. April 1976 in Doha (Khalifa Olympic Stadium) | | |      |
| Schiedsrichter: Hédi Saoudi ( Tunesien)          | | |      |

## Statistik
- Beste Spieler: Ali Khadim (Irak) und Khalid Al-Turki (Saudi-Arabien)
- Beste Torhüter: Hamood Sultan (Bahrain) und Ahmed Tarbalsi (Kuwait)
- Bester Verteidiger: Mejbil Fartous (Irak)
- Bester Mittelfeldspieler: Khalid Al-Turki (Saudi-Arabien)
- Bester Stürmer: Ali Kadhim (Irak)
- Mannschaft des Turniers: Ahmed Tarbalsi (Kuwait) - Mejbil Fartous (Iraq), Mohammed Tabra (Iraq), Abdullah Maayof (Kuwait), Suliman Kashmir (Qatar) - Farouq Ibrahim (Kuwait), Hamad Bohamad (Kuwait), Khalid Al-Turki (Saudi Arabia), Sabah Abdul-Jalil (Iraq) - Faisal ad-Dachil (Kuwait), Jassim Yacoub (Kuwait), Falah Hassan (Iraq), Ali Kadhim (Iraq)

| Name                | Land   | Tore |
| ------------------- | ------ | ---- |
| Jassim Yacoub       | Kuwait | 9    |
| Ali Khadim          | Irak   | 8    |
| Faisal ad-Dachil    | Kuwait | 7    |
| Abdulaziz Al-Anberi | Kuwait | 6    |
| Mansour Muftah      | Katar  | 5    |